# Martin Linge
Martin Jensen Linge (11. december 1894 – 27. december 1941) var en norsk skuespiller og kaptajn. Han var leder for nogle af de første norske styrker i England under 2. verdenskrig. Han har blandt andet ledet den norske afdeling under Operation Archery 3. juledag 1941, og blev skudt og dræbt på trappen til Ulvesund Hotel i Måløy. Nordahl Grieg skrev senere et mindedigt om Martin Linge. I 1942 blev Linge tildelt Krigskorset.
Martin Linge var far til Jan Herman Linge, den internationalt anerkendte bådkonstruktør, og morfar til forfatteren Espen Haavardsholm.

## Steder opkaldt efter Linge
- Kaptajn Linges vej på Hessa i Ålesund
- Martin Linges vej på Snarøya i Bærum
- Martin Linges vej på Bogerud i Oslo
- Martin Linges vej på Strømmen
- Martin Linges vej i Moss
- Martin Linges vej på Heimdal i Trondheim
- Kompani Linges vej ved KNM Harald Haarfagre i Stavanger
- Linge Hotell i Måløy
- Martin Linge-feltet i Nordsøen

### Statuer og mindesmærker efter Linge
- Monument i Lingeparken i Måløy centrum

## Filmografi
- Gjest Baardsen – (1939)
- Bør Børson Jr. – (1938)
- Det drønner gjennom dalen – (1938)
- Samhold må til – (1935)
- Vägarnas kung – (1926)
- Den nye lensmannen (1926)